# Troisième livre de madrigaux (Monteverdi)
Pour les articles homonymes, voir Troisième livre de madrigaux.
Le troisième livre de madrigaux (titre original en italien, Terzo libro dei Madrigali) est un recueil de quinze madrigaux à cinq voix, dont deux en trois parties, et le dernier en deux parties, composés par Claudio Monteverdi et publiés à Venise en 1592.
Les madrigaux sont composés sur des textes de poètes célèbres à l’époque, en particulier Giovanni Battista Guarini et Torquato Tasso, dont le compositeur intègre déjà les textes, extraits de la Jérusalem délivrée, de manière dramatique.

## Effectif vocal
Les madrigaux sont composés pour cinq voix, à savoir le canto qui correspond à la voix supérieure (souvent tenue dans les interprétations modernes par une soprano), la deuxième voix,  l'alto (mezzo-soprano, contralto, ou contre-ténor), ensuite le tenore (ténor), le basso (basse), et le quinto. Cette dernière partie n'équivaut pas à une tessiture précise, mais pouvait être chantée par une deuxième soprano, alto ou ténor selon les madrigaux. 
On désignait cette partie dans les traités musicaux du XVIe siècle sous la dénomination de vox vagans, signifiant « voix errante ».

## Les madrigaux
1. La giovinetta pianta
2. O come gran martire (Guarini)
3. Sovra tenere herbette
4. O dolce anima mia (Guarini)
5. Stracciami pur il core (Guarini)
6. O rossignuol ch'in queste verdi fronde (Pietro Bembo)
7. Se per estremo ardore (Guarini)
8. Vattene pur crudel – 1e partie (Torquato Tasso) 
 Là tra'l sangu'e le morti – 2e partie 
 Poi ch'ella in sè torno – 3e partie
9. O primavera gioventù dell'anno (Guarini)
10. Ch'io non t'ami cor mio  (Guarini)
11. Occhi un tempo, mia vita (Guarini)
12. Vivro fra i miei tormenti – 1e partie (Torquato Tasso) 
  Ma dove o lasso me – 2e partie 
 Io pur verro là dove siete – 3e partie
13. Lumi miei, cari lumi (Guarini)
14. Rimanti in pace – 1e partie (Grillo) 
 Ond'ei di morte la sua faccia impresa disse – 2e partie

## Poétique
| Texte original | Traduction française |
| --- | --- |
| III.2O come gran martire, A celar suo desire, Quando con pura fede S'ama chi non se 'l crede. O soave mio ardore, O giusto mio desio, S'ognun ama il suo core, E voi sete il cor mio, All'hor non fia ch'io v'ami, Quando sarà che viver più non brami. | III.2Oh ! comme est grande la souffrance, De tenir caché son désir, Quand, de la meilleure foi, On aime qui ne le croit. Oh ! comme est douce mon ardeur, Oh ! sincère mon désir, Si chacun aime son cœur, Et que vous êtes mon cœur, L'heure où je ne vous aimerais plus sera celle où je ne voudrai plus vivre. |

| Texte original | Traduction française |
| --- | --- |
| III.11Occhi un tempo mia vita Occhi di questo cor, fido sostegno, Voi mi negate, ahimè, l'usata aita. Tempo è ben di morire : A che più tardo ? A che torcete il guardo ? Forse per non mirar come v'doro ? Mirate almen ch'io moro ! | III.11Yeux, un temps ma vie, Yeux, soutien fidèle de ce cœur, Vous me refusez, hélas, le secours ancien. Le temps est bien celui de mourir : Pourquoi tarder ? Pourquoi détournez-vous le regard ? Peut-être pour ne pas voir combien je vous adore ? Voyez cependant comme je meurs ! |

## Partition
- Madrigali a cinque voci. Libro terzo, Venise 1592, imprimé par Riccardo Amadino.
- Madrigali a cinque voci. Libro terzo. Di nuovo ristampato, Stampa del gardano, Venise 1615, nouvelle impression par Riccardo Amadino.
- Malipiero, édition moderne : Tutte le opere di Claudio Monteverdi, ed. Universal, Vienne, 1927.